# Escrit en el vent
Escrit en el vent (títol original en anglès Written on the Wind) és una pel·lícula estatunidenca dirigida per Douglas Sirk i estrenada l'any 1956.	

## Argument
Un ric playboy, propietari d'una pròspera companyia petroliera, i un amic seu de la infància, que treballa en la seva empresa, s'enamoren de la mateixa dona, la secretària del playboy.

## Repartiment
- Rock Hudson: Mitch Wayne
- Lauren Bacall: Lucy Moore Hadley
- Robert Stack: Kyle Hadley
- Dorothy Malone: Marylee Hadley
- Robert Keith: Jasper Hadley
- Grant Williams: Biff Miley
- Edward Platt: Dr. Paul Cochrane

## Premis i nominacions

### Nominacions
- Oscar a la millor actriu secundària (Dorothy Malone)[2]